# Vila d'Ullastret
La Vila d'Ullastret és el nucli originari del municipi d'Ullastret (Baix Empordà), un conjunt declarat bé cultural d'interès nacional.

## Descripció
El nucli originari del poble, prop de la ciutat pre-romana del mateix nom, és situat en una petita elevació (49 m sobre el nivell del mar), encerclat encara per importants restes de muralles (S. XIV), el traçat de les quals encara es pot seguir amb facilitat. Se'n conserven restes més o menys notables: força llenços, nou torres de planta quadrada i una de circular. Al centre d'aquest recinte, hi ha l'església de Sant Pere, romànica del segle xi, de tres naus amb sengles absis, el mur exterior dels quals té decoració llombarda d'arcuacions cegues i lesenes.
Entre els segles xvi i xviii sofrí modificacions entre les quals la porta d'accés. Davant de l'església, hi ha una esplanada força amplia que hom creu que correspon al recinte del castell, del qual no queda cap vestigi. Les cases i construccions intramurs presenten estructures i elements dels segles XVI al XVIII. El mateix s'esdevé amb l'eixample extramurs entorn de la muralla (carrers de l'Hospital i dels Valls) amb un important allargament coetani a ponent, al llarg dels camins que anaven cap a Girona i a la Bisbal d'Empordà i que esdevingueren les dues vies principals: el carrer de la Notaria i el carrer Major.
Amb edificacions interessants trobem encara el "barri dels bous" (SW) i el carrer de la Garriga (SE). També extramurs, davant l'angle SW de la muralla, destaca l'edifici de la Llotja o plaça coberta gòtica, datada els segles xiv i xv, amb coberta de fusta a dues vessants sobre dos grans arcs apuntats. Destaquen els habitatges en general de dues plantes i, sovint, golfes, amb voltes als baixos i embigats al pis. Els murs són de pedra bastament treballada, de motllurats de carreus i finestres i portes amb llindes i ampit monolítics. Hi abunden les llindes amb mènsules de tipus gòtic amb inscripcions i dates i, de vegades, decoració en relleu.